# Alyki Kitrous - evruteri periοchi
Alyki Kitrous - evruteri periοchi este o arie protejată (arie specială de conservare — SAC, sit de importanță comunitară — SCI) din Grecia întinsă pe o suprafață de 1.457,32 ha, integral pe uscat.

## Localizare
Centrul sitului Alyki Kitrous - evruteri periοchi este situat la coordonatele 40°21′19″N 22°38′28″E / 40.355379°N 22.641044°E.

## Înființare
Situl Alyki Kitrous - evruteri periοchi a fost declarat sit de importanță comunitară în august 1996 pentru a proteja 6 specii de animale. Situl a fost protejat și ca arie specială de conservare în martie 2011.

## Biodiversitate
Situată în ecoregiunile marină mediteraneană și mediteraneană, aria protejată conține 9 habitate naturale: Lagune de coastă, Salicornia și alte specii anuale care populează regiunile mlăștinoase și nisipoase, Tufărișuri halofile mediteraneene și termo-atlantice (Sarcocornetea fruticosi), Dune mobile cu vegetație embrionară, Dune mobile de-a lungul țărmului cu Ammophila arenaria („dune albe”), Depresiuni intradunale umede, Dune cu Euphorbia terracina, Pseudostepă cu ierburi și specii anuale de Thero-Brachypodietea, Păduri mixte riverane de Quercus robur, Ulmus laevis și Ulmus minor, Fraxinus excelsior sau Fraxinus angustifolia, de-a lungul marilor râuri (Ulmenion minoris).
La baza desemnării sitului se află mai multe specii protejate:
- pești (1): Aphanius fasciatus
- reptile (4): șarpele cu patru dungi (Elaphe quatuorlineata), Testudo graeca, țestoasă bănățeană (Testudo hermanni), Testudo marginata

Pe lângă speciile protejate, pe teritoriul sitului au mai fost identificate 2 specii de plante, 6 specii de amfibieni, 4 specii de mamifere, 1 specie de pești, 12 specii de reptile.